# Neotorularia dentata
Neotorularia dentata är en korsblommig växtart som först beskrevs av Josef Franz Freyn och Paul Ernst Emil Sintenis, och fick sitt nu gällande namn av Ian Charleson Hedge och Jean Joseph Gustave Léonard. Neotorularia dentata ingår i släktet Neotorularia och familjen korsblommiga växter. Inga underarter finns listade i Catalogue of Life.